# José Juan Luque
José Juan Luque Jiménez, (Castilleja de la Cuesta, provincia de Sevilla, 16 de octubre de 1977) es un exfutbolista español. Jugaba de extremo zurdo y su último equipo fue el Diósgyőri VTK de la Segunda División de Hungría.

## Trayectoria
Luque comenzó su carrera futbolística en el Sevilla F. C., donde debutó con 20 años en Primera División en la temporada 1996/97, disputando nueve partidos a un gran nivel pese al descenso del Sevilla.
Tras dos malos años en la categoría de plata, primero en el Sevilla y luego en el Badajoz, el Atlético de Madrid le dio una oportunidad en su filial. El primer año lo cedió al Albacete, donde hizo una aceptable temporada. En la temporada 1999/00 explotó en el Atlético de Madrid B en Segunda División y llegó a disputar seis partidos con el primer equipo colchonero.
En la temporada 00/01, ya afianzado en el primer equipo por el lamentable descenso a Segunda División del Atlético de Madrid, disputó treinta encuentros y marcó cinco goles. En la temporada del ascenso rojiblanco (2001/02), Luque tuvo un papel secundario y a final de temporada fue traspasado al RCD Espanyol en Primera División.
Luque no consiguió adaptarse ni al equipo ni a la categoría por lo que en el mercado invernal fue cedido al Elche C. F. y al año siguiente traspasado al Málaga C.F., donde tampoco logró adaptarse. 
Fue traspasado al Ciudad de Murcia en el mercado de invierno, despidiéndose así de la categoría de oro. En el Ciudad de Murcia se descubrió a un Luque goleador con una excelente pegada y llegada a la portería rival. Teniendo unos grandes registros en sus tres temporadas.
Tras la compra del Ciudad de Murcia por parte del Granada 74, Luque aceptó continuar y realizó una buena campaña aunque finalmente el equipo descendió. Luque recibió numerosas ofertas pero se decantó por volver a Primera División con el Málaga CF y con Antonio Tapia, su entrenador en el Granada 74.
Para la temporada 2009/10, Luque partía como descartado. Al final para la temporada 2009/10 fue fichado por el Real Murcia C.F. por una temporada con opción a otra por objetivos.

## Clubes
| Club                   | País    | Periodo   | Partidos | Goles |
| ---------------------- | ------- | --------- | -------- | ----- |
| Sevilla F. C.          | España  | 1996-1997 | 10       | 0     |
| Club Deportivo Badajoz | España  | 1997-1998 | 18       | 0     |
| Atlético de Madrid B   | España  | 1998      | 1        | 0     |
| Albacete (cedido)      | España  | 1999      | 17       | 5     |
| Atlético de Madrid     | España  | 1999-2002 | 55       | 8     |
| RCD Espanyol           | España  | 2002      | 8        | 0     |
| Elche C. F.            | España  | 2003      | 18       | 3     |
| Málaga C.F.            | España  | 2003-2005 | 15       | 3     |
| Ciudad de Murcia       | España  | 2005-2007 | 69       | 31    |
| Granada 74             | España  | 2007-2008 | 40       | 17    |
| Málaga C.F.            | España  | 2008-2009 | 7        | 0     |
| Real Murcia C.F.       | España  | 2009-2010 | 10       | 0     |
| Diósgyőri VTK          | Hungría | 2010-2011 | 59       | 18    |

## Palmarés
- Consiguió el Trofeo Zarra de la Segunda División de España 2005/06 con el Ciudad de Murcia.

- Datos: Q631041